# Pink Ocean
Pink Ocean – trzeci minialbum południowokoreańskiej grupy Oh My Girl, wydany 28 marca 2016 roku przez wytwórnię WM Entertainment i dystrybuowany przez LOEN Entertainment. Płytę promowały single: „Han baljjag du baljjag” i „Liar Liar”. Sprzedał się w nakładzie 14 790 egzemplarzy w Korei Południowej (stan na sierpień 2016 r.).
26 maja 2016 roku album został wydany ponownie pod nowym tytułem Windy Day. Zawierał dodatkowo dwa nowe utwory, w tym główny Windy Day, oraz chińską wersję piosenki Liar Liar. Sprzedał się w nakładzie 20 221 egzemplarzy w Korei Południowej (stan na 2016 r.).

## Lista utworów

### Pink Ocean
| Nr | Tytuł                                                              | Słowa            | Kompozycja                                                                | Aranżacja                      | Czas |
| -- | ------------------------------------------------------------------ | ---------------- | ------------------------------------------------------------------------- | ------------------------------ | ---- |
| 1. | "LIAR LIAR"                                                        | Seo Ji-eum, Mimi | David Anthony, Sophie White, Joe Killington                               | Anthony                        | 3:14 |
| 2. | "B612"                                                             | Seo Ji-eum, Mimi | Andreas Öberg, Xin Xin Gao, Darren "Baby Dee Beats" Smith, Sean Alexander | Öberg, Smith, Avenue 52        | 4:06 |
| 3. | "I FOUND LOVE"                                                     | Seo Ji-eum, Mimi | Anthony, White, Phoebe Brown                                              | Anthony                        | 3:34 |
| 4. | "KNOCK KNOCK"                                                      | 72               | Öberg, Pär Almqvist, August Vinberg                                       | Almqvist, Vinberg              | 3:37 |
| 5. | "Han baljjag du baljjag" (kor. 한 발짝 두 발짝, ang. Step by Step) | Jung Jin-young   | Jung Jin-young                                                            | Jung Jin-young, Command Freaks | 3:43 |

### Windy Day
| Nr | Tytuł                                                              | Słowa                                       | Kompozycja                                                                | Aranżacja                      | Czas |
| -- | ------------------------------------------------------------------ | ------------------------------------------- | ------------------------------------------------------------------------- | ------------------------------ | ---- |
| 1. | "WINDY DAY"                                                        | Seo Ji-eum Mimi                             | Maria Marcus, Andreas Öberg                                               | Marcus                         | 4:09 |
| 2. | "STUPID IN LOVE"                                                   | Junebug                                     | Darren "Baby Dee Beats" Smith, Evan Haymond, Tammy Infusino               | Smith                          | 3:37 |
| 3. | "LIAR LIAR" (wer. kor.)                                            | Seo Ji-eum, Mimi                            | David Anthony, Sophie White, Joe Killington                               | Anthony                        | 3:14 |
| 4. | "B612"                                                             | Seo Ji-eum, Mimi                            | Andreas Öberg, Xin Xin Gao, Darren "Baby Dee Beats" Smith, Sean Alexander | Öberg, Smith, Avenue 52        | 4:06 |
| 5. | "I FOUND LOVE"                                                     | Seo Ji-eum, Mimi                            | Anthony, White, Phoebe Brown                                              | Anthony                        | 3:34 |
| 6. | "KNOCK KNOCK"                                                      | 72                                          | Öberg, Pär Almqvist, August Vinberg                                       | Almqvist, Vinberg              | 3:37 |
| 7. | "Han baljjag du baljjag" (kor. 한 발짝 두 발짝, ang. Step by Step) | Jung Jin-young                              | Jung Jin-young                                                            | Jung Jin-young, Command Freaks | 3:43 |
| 8. | "LIAR LIAR" (wer. chn.)                                            | Seo Ji-eum, Mimi, Tina Wang, Bang Soo-kyung | Anthony, White, Killington                                                | Anthony                        | 3:14 |

## Notowania
Pink Ocean
| Lista                   | Pozycja |
| ----------------------- | ------- |
| Gaon Weekly Album Chart | 5       |

Windy Day
| Lista                   | Pozycja |
| ----------------------- | ------- |
| Gaon Weekly Album Chart | 4       |